# Ernst Tuch

Ernst Tuch um 1920

Ernst Tuch (geboren am 11. April 1872 in Hamburg; gestorben am 29. Dezember 1922 ebenda) war ein deutscher Philosoph, Nationalökonom, Zionist, Vereinsfunktionär und Autor.

## Familie
Ernst Tuch war das jüngste von vier Kindern und der dritte Sohn des deutschen Bankiers, Gemeindefunktionärs, langjährigen Logen-Stuhlmeisters und Autors Gustav Tuch (1834–1909) und dessen Ehefrau Caroline (1837–1877), geborene Hildesheim. Ernst hatte zwei ältere Brüder, Theodor (1865–1942) und Otto (1871–1940), sowie eine ältere Schwester, Helene (1867–1932). Ernst wurde im Alter von vier Jahren Halbwaise, als seine Mutter verstarb.
Er heiratete seine Jugendliebe Elise „Lieschen“ Lobatz (1881–1971). Auf diese Weise wurde das enge freundschaftliche Verhältnis zu seinem Klassenkameraden und Kommilitonen Max Mendel auch zu einem verwandtschaftlichen, da dieser eine andere Tochter der Bertha Beile Lobatz (geboren am 15. Juli 1851 in Ziebingen, Kreis Weststernberg, Provinz Brandenburg; ermordet am 30. Oktober 1942 im Ghetto Theresienstadt, Protektorat Böhmen und Mähren), geborene Schüler, geheiratet hatte.

## Leben

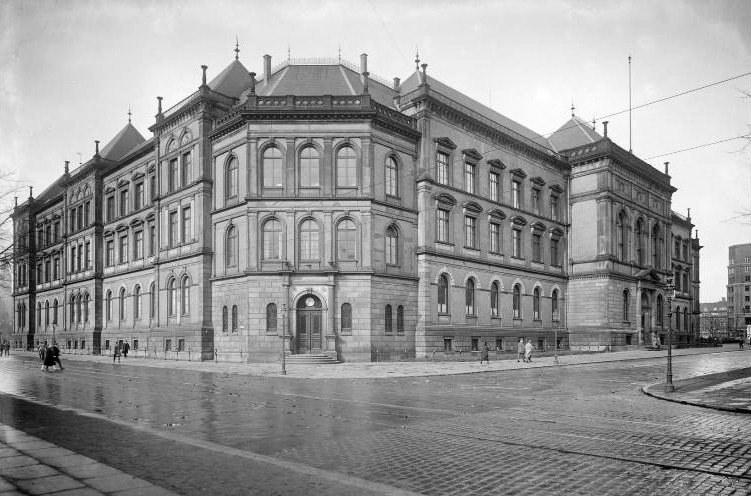
Ehemaliges Realgymnasium der Gelehrtenschule des Johanneums

Nach dem Besuch des Realgymnasiums der Gelehrtenschule des Johanneums am Steintor und der abschließenden Reifeprüfung studierte Ernst Tuch von 1892 bis 1895 an der Friedrich-Wilhelms-Universität zu Berlin die Fachbereiche Staatswissenschaften und Philosophie, wobei er sich intensiv der Lektüre Kants, Schopenhauers und Stirners widmete. Beeinflusst durch die nationaljüdische Bewegung (→ Zionismus) entschied er sich für ein Studium der orientalischen Wissenschaften, das mit dem Erlernen der arabischen und hebräischen Sprache verbunden war, und belegte Vorlesungen der Lehranstalt für die Wissenschaft des Judentums in Berlin. 1897 promovierte er an der Friedrich-Alexander-Universität in Erlangen mit der Inaugural-Dissertation Lotzes Stellung zum Occasionalismus zum Doctor philosophiae (Dr. phil.). Okkasionalistische Theorien wurden erstmals in der arabisch-islamischen Philosophie entwickelt.
Im Jahr 1900 trat er in der Reichshauptstadt die Stelle des Generalsekretärs des Vereins zur Förderung der Bodenkultur unter den Juden Deutschlands an. In der jüdischen Turnbewegung Berlins wurde er Vorsitzender des 1898 gegründeten Vereins Bar Kochba. Eine Umgestaltung jüdischen Lebens durch produktive Arbeit und Körperertüchtigung betrachtete Tuch als ein Ideal, das er an sich selbst erproben wollte. Gemeinsam mit seiner Ehefrau und unterstützt durch seinen Vater versuchte er sich vergeblich am Aufbau eines Betriebes für Landwirtschaft und Gartenbau. Stattdessen arbeitete er in den Folgejahren als kaufmännischer Angestellter in Berlin und Hamburg. Auf Vereinsebene suchte er Gemeinsamkeiten und bemühte sich um eine Integration in überregionale Dachverbände. Ende März 1910 begründete er zusammen mit dem Hamburger Chemiker Walter Weigert (1883–1952) den Hamburger Ableger des Berliner Turn- und Sportvereins Bar Kochba zur „Pflege des Turnens und einer national-jüdischen Gesinnung“ mit einem hohen Anteil von Frauen, der mit ihm als Ehrenvorsitzendem eine Vielzahl sportlicher Initiativen initiierte. Die Programmatik des Vereins war zionistisch geprägt, diente intern jüdischer Identitätsfindung und extern als demonstratives physisches Korrektiv („Muskeljudentum“) gegenüber antisemitischen Anwürfen eines jüdischen Intellektualismus. Mit Max Mendels zionistisch orientiertem ältesten Sohn Kurt (1903–1997) stand er in engem Kontakt. Im Alter von 50 Jahren verstarb Ernst Tuch nach schwerer Krankheit.

## Veröffentlichungen
- 1897 – Lotzes Stellung zum Occasionalismus, Inaugural-Dissertation, Erlangen, OCLC 458411680
- 1899 – Die Existenzfrage der Judenheit. In: Im deutschen Reich – Zeitschrift des Centralvereins Deutscher Staatsbürger Jüdischen Glaubens, OCLC 1362745129
- 1901 – Jüdische Bauern auf deutschem Boden. In: Ost und West – Illustrierte Monatsschrift für das gesamte Judentum, OCLC 893067949
- 1901 – Die wirtschaftliche Aufgabe der deutschen Judenheit. In: Ost und West – Illustrierte Monatsschrift für das gesamte Judentum, OCLC 893067794
- 1903 – Meine Eindrücke vom VI. Zionisten-Kongress. In: Ost und West – Illustrierte Monatsschrift für das gesamte Judentum, OCLC 1362758622
- 1903 – Jüdische Arbeitsnachweise. In: Ost und West – Illustrierte Monatsschrift für das gesamte Judentum, OCLC 1362758665
- 1917 – Wesen und Ziele der Arbeits-Gemeinschaft der jüdischen Jugendvereine Hamburgs, OCLC 553036835